# Mohammad Hosejn Dabbaghi
Mohammad Hosejn Dabbaghi (pers. محمدحسين دباغي) – irański zapaśnik w stylu wolnym. Zajął szóste miejsce na mistrzostwach świata w 1978 i 1981. Srebrny medal na igrzyskach azjatyckich w 1982 roku.